# HYNN
HYNN(흰, 본명: 박혜원, 1998년 1월 15일 ~ )은 대한민국의 가수이다.

## 경력
2016년 엠넷에서 방영된 공개 오디션 프로그램인 《슈퍼스타K 2016》에 출연하여 3위를 차지했다. 그 뒤 2018년 12월 28일에 공식 데뷔 싱글 〈Let Me Out〉으로 데뷔했다. 2019년 3월 31일에 발표한 〈시든 꽃에 물을 주듯〉은 발매된 지 6개월 만에 여러 주요 실시간 음악 차트에서 상위 10위 안에 들며 처음 주목을 받았다.
2020년에는 MBC 음악 예능 프로그램 《미스터리 음악쇼 복면가왕》에 참여하여 129대 복면가왕에 등극했다. 2022년에는 MBC 예능 프로그램 《놀면 뭐하니?》를 결성된 프로젝트 걸 그룹인 WSG워너비의 멤버가 되었다. WSG워너비에서는 서브 유닛인 가야G의 멤버로 활동했고 2022년 7월 23일에서 방영된 《쇼! 음악중심》에서 〈그때 그 순간 그대로 (그그그)〉라는 노래를 통해 1위를 차지했다.

## 기타
HYNN(흰)이라는 예명은 한강 작가의 소설 《흰》에서 영감을 받아 지은 것이라고 한다. HYNN은 한강의 소설 《흰》에서 "내가 더럽혀 지더라도 오직 너에게 흰 것만을 줄게"라는 인상깊은 글귀를 보았는데 자신도 도화지처럼 하얀 종이와 같은 노래를 부르고 싶다는 소감에서 예명을 지었다고 밝혔다. 2024년 10월 11일에 스웨덴 아카데미가 한강 작가를 2024년 노벨 문학상 수상자로 선정했다는 소식을 들은 가수 HYNN은 자신의 SNS 계정을 통해 한강 작가의 노벨 문학상 수상을 축하하는 메시지를 전달했다.

## 학력
- 인천석남중학교 (졸업)
- 서울공연예술고등학교 (졸업)
- 동덕여자대학교 실용음악과 (학사)

## 발표곡

#### 2018년
- 2018년 12월 28일 공식 데뷔 싱글 LET ME OUT(렛미아웃)를 발표했다.[3]

#### 2019년
- 2019년 3월 31일 시든 꽃에 물을 주듯 앨범을 발표했다.[4]

- 2019년 11월 12일 미니앨범 [차가워진 이 바람엔 우리가 써있어(Bad Love) (The 1st Mini Album)] 발매했다.[5]

#### 2020년
- 2020년 3월 31일 미니앨범 [아무렇지 않게, 안녕 (When I Tell You Goodbye) (The 2nd Mini Album)] 발매했다.[6]
- 2020년 5월 30일 [Vol.57 유희열의 스케치북: 서른네번째 목소리 '유스케 X HYNN(박혜원)'] <Track 9>을 발표했다.[7]
- 2020년 6월 5일 [Vol.58 유희열의 스케치북: 서른네번째 목소리 '유스케 X HYNN(박혜원)'] <이미 넌 고마운 사람>을 발표했다.[8]
- 2020년 10월 22일 한 번만 내 마음대로 하자 앨범을 발표했다.[9]

#### 2021년
- 2021년 1월 21일 그대 없이 그대와(With and Without You) 앨범을 발표했다.[10]
- 2021년 7월 15일 주말이 싫어졌어(Weekends without you) 앨범을 발표했다.[11]
- 2021년 10월 15일 미니앨범 [To You (The 3rd Mini Album)] 앨범을 발표했다.

#### 2022년
- 2022년 10월 5일 끝나지 않은 이야기(The Story of Us) 앨범을 발표했다.
- 2022년 11월 23일 정규1집 [First of all (The 1st Album)] 발매했다.

#### 2023년
- 2023년 8월 10일 미니앨범 [하계 : 夏季 (The 4th Mini Album)] 발매했다.

## 음반 목록

#### 공식앨범

##### 싱글앨범
| 번호 | 앨범 정보                                                     | 트랙 리스트 |
| ---- | ------------------------------------------------------------- | --- |
| 1    | "LET ME OUT" - 발매일: 2018년 12월 28일                       | 1. LET ME OUT 2. LET ME OUT (Inst.)                                                                                             |
| 2    | "시든 꽃에 물을 주듯" - 발매일: 2019년 3월 31일               | 1. 시든 꽃에 물을 주듯 2. 봄의 발라드 (With NILE(나일)) 3. 시든 꽃에 물을 주듯 (Inst.) 4. 봄의 발라드 (With NILE(나일)) (Inst.) |
| 3    | "그대 없이 그대와" - 발매일: 2021년 1월 21일                  | 1. 그대 없이 그대와 2. 그대 없이 그대와 (Inst.)                                                                                 |
| 4    | "주말이 싫어졌어(Duet with 김재환)" - 발매일: 2021년 7월 15일 | 1. 주말이 싫어졌어 (Duet with 김재환) 2. 주말이 싫어졌어 (Duet with 김재환) (Inst.)                                             |
| 5    | "끝나지 않은 이야기" - 발매일: 2022년 10월 5일                | 1. 끝나지 않은 이야기 2. 끝나지 않은 이야기 (Inst.)                                                                             |

##### 미니앨범
| 번호 | 앨범 정보                                                     | 트랙 리스트 |
| ---- | ------------------------------------------------------------- | --- |
| 1    | "차가워진 이 바람엔 우리가 써있어" - 발매일: 2019년 11월 12일 | 1. 눈꽃 (Prod.로코베리) 2. 차가워진 이 바람엔 우리가 써있어 (Bad Love) 3. 막차 4. Dear My Friends 5. 눈꽃 (Prod.로코베리) (Inst.) 6. 차가워진 이 바람엔 우리가 써있어 (Bad Love) (Inst.) 7. 막차 (Inst.) 8. Dear My Friends (Inst.)     |
| 2    | "아무렇지 않게, 안녕" - 발매일: 2020년 3월 31일               | 1. 당신이 지나간 자리, 꽃 2. 아무렇지 않게, 안녕 3. 오늘에게 (TO.DAY) 4. 여행의 색깔 (Feat. 스무살) 5. 당신이 지나간 자리, 꽃 (Inst.) 6. 아무렇지 않게, 안녕 (Inst.) 7. 오늘에게 (TO.DAY) (Inst.) 8. 여행의 색깔 (Feat. 스무살) (Inst.) |
| 3    | "To You" - 발매일: 2021년 10월 15일                           | 1. 내 사랑 (Duet. 카더가든) 2. To You (Prod. 정키) 3. 남자가 되면 4. 우리 좀 걸을까 5. Lullaby 6. 내 사랑 (Duet. 카더가든) (Inst.) 7. To You (Prod. 정키) (Inst.) 8. 남자가 되면 (Inst.) 9. 우리 좀 걸을까 (Inst.) 10. Lullaby (Inst.)  |
| 4    | "하계 : 夏季" - 발매일: 2023년 8월 10일                       | 1. 너에게로 (EUROPA) 2. 너, 파랑, 물고기들 (GRAND BLUE) 3. 조제 (Josee) 4. BLUE BIRD 5. 너에게로 (EUROPA) (Inst.) 6. 너, 파랑, 물고기들 (GRAND BLUE) (Inst.)                                                                            |

##### 정규앨범
| 번호 | 앨범 정보                                 | 트랙 리스트 |
| ---- | ----------------------------------------- | --- |
| 1    | "First of all" - 발매일: 2022년 11월 23일 | 1. Sweet Love (Feat. 양파) 2. 기적 3. 내 사랑 (Duet. 카더가든) (Remastered) 4. 이별이란 어느 별에 (Feat. 조광일) 5. 결승선 (RUN) 6. 이별이란 어느 별에 (Sleepless Night Ver.) 7. 끝나지 않은 이야기 8. 그만할래, 이별하는 거 9. 기적 (Inst.) 10. 이별이란 어느 별에 (Feat. 조광일) (Inst.) 11. 결승선 (RUN) (Inst.) |

#### 참여곡
- 2014년 5월 30일 <연애는 어려워>-리틀티(Little-T)(Feat.박혜원, 이미래, 정효진)

- 2015년 6월 1일 <Day Dream Morning2"심쿵로맨스>-리틀티(Little-T)(Feat.박혜원,Mojo)
- 2016년 11월 11일 <Stand Up For You>-슈퍼스타K 2016 #8
- 2016년 11월 18일 <노래(Move)>-슈퍼스타K 2016 TOP10
- 2016년 11월 25일 <Lonely Night>-슈퍼스타K 2016 TOP7

- 2017년 12월 22일 <Another Me>-ASTERIA(클로저스'루나 아이기스'주제곡)

- 2018년 12월 4일 <Falling in love>-사의 찬미의 OST(He Hymn of Death OST)

- 2019년 10월 11일 <헤어질 자신 있니(no you, no me)>-앤씨아, HYNN(박혜원)

- 2019년 10월 25일 <알아>-엠씨몽(Feat. HYNN(박혜원))

- 2019년 12월 14일 <그 시간 그 자리에>-던전앤파이터 OST

- 2019년 12월 16일 <2.7 Grams of Hope , Produced by Noella(노엘라)>-2020 부산세계탁구선수권 대회 뮤직비디오

- 2020년 5월 29일 <Track 9>-[Vol.57 유희열의 스케치북: 서른네번째 목소리 '유스케 X HYNN(박혜원)']

- 2020년 6월 5일 <이미 넌 고마운 사람>-[Vol.58 유희열의 스케치북: 서른네번째 목소리 '유스케 X HYNN(박혜원)']
- 2020년 9월 24일 <So Nice>-Grand Mint Band(GMB), GMF2020 Ver
- 2020년 11월 6일 <그대가 꽃이 아니면>-구미호뎐 OST Part6
- 2020년 10월 22일 <한 번만 내 마음대로 하자>-한 번만 내 마음대로 하자
- 2021년 4월 7일 <그대가 없어도 난 살겠지>-김재환(With.HYNN(박혜원))
- 2021년 8월 3일 <너였다면>-비긴어게인 오픈마이크 EPISODE.16
- 2021년 9월 10일 <하늘을 달리다>-슬기로운 의사생활 시즌2 OST Part.11
- 2021년 10월 3일 <바래>-THE LISTEN-바람이 분다
- 2021년 10월 18일 <느린 이별>-THE LISTEN-바람이 분다
- 2021년 11월 6일 <대낮에 한 이별>-[Vol.144 유희열의 스케치북 With you]
- 2021년 11월 6일 <그런일은>-비긴어게인 오픈마이크 EPISODE.22
- 2022년 3월 31일 <바야흐로 사랑의 계절>-바야흐로 사랑의 계절
- 2022년 4월 8일 <친구라도 될 걸 그랬어>-친구라도 될 걸 그랬어
- 2022년 5월 28일 <Break Away>-WSG워너비 조별경연
- 2022년 6월 4일 <어마어마해>-WSG워너비 12
- 2022년 7월 6일 <시든 꽃에 물을 주듯>-뉴페스타 EPISODE.5
- 2022년 7월 9일 <그때 그 순간 그대로(그그그)>-WSG워너비 1집
- 2022년 7월 13일 <천일동안>-뉴페스타 EPISODE.6
- 2022년 8월 6일 <눈을 감으면>-WSG워너비
- 2022년 9월 24일 <WANNABE>-아바타싱어 ROUND 2
- 2022년 9월 24일 <가을밤에 든 생각>-히든싱어7-Episode.6
- 2022년 10월 22일 <나타나>-아바타싱어 ROUND 4
- 2022년 11월 12일 <그여자>-아바타싱어 ROUND 5
- 2023년 3월 17일 <결국엔 너에게 닿아서>-결국엔 너에게 닿아서
- 2023년 7월 15일 <그대는 나의>-킹더랜드 OST Part.6

## 출연

#### 슈퍼스타K 2016[Mnet] (최종 Top 3)
2016년 9월 22일 - 1라운드 20초 타임배틀
<Higher> - 에일리 [2013.09.16 앨범: Higher] 커버
2016년 10월 8일
<세월이가면> - 최호섭 [1988.03.30 엘범: 바람이 불어] 커버
2016년 10월 20일 - 2 VS 2배틀
<싫어> - 박정현 [2000.10.28 앨범: Naturally] 커버
2016년 11월 3일 - 파이널 더블 미션
<Love Scanner> - 윤종신,정석원 [2011.08.04 앨범:月刊 尹鍾信 August] 커버
2016년 11월 10일 - 솔로곡 미션
<Stand Up For you> - 손승연,유성은,우혜미,지세희 [2012.05.19 앨범: The Voices - The Voice Of Korea Collaboration Project] 커버
2016년 11월 17일 - 1차 경연
<노래(Move)> - 윤복희 [1989.8] 커버
2016년 11월 24일
<그중에 그대를 만나> - 이선희 [2014.03.25 앨범: SERENDIPTY 30주년 기념앨범] 커버
2016년 11월 25일 - 2차 경연
<lonely night> - 부활 [1997.07.07 앨범: 불의 발견] 커버
2016년 12월 1일
<함께> - 김건모,박광현 [1992.07.25 앨범: 박광현3집] 커버
2016년 12월 1일 - 3차 경연
<미안해요> - 김건모 [2001.05.05 앨범: 김건모7집] 커버

#### 히든싱어5[JTBC]
2018년 8월 5일 히든싱어5 에일리(Ailee)편

#### 유희열의 스케치북[KBS]
2019년 8월 16일 유희열의 스케치북(어쩌다 신인 특집)
<시든 꽃에 물을 주듯(The Lonely Bloom Stands Alone)>
2019년 8월 30일 유희열의 스케치북(고퀄 보컬 특집)
<야생화>-박효신 [2014.03.28 앨범: 야생화] 커버
2020년 5월 29일 유희열의 스케치북
<Track 9>-이소라 [2008.12.18 앨범: 이소라] 커버
2020년 6월 5일 유희열의 스케치북
<이미 넌 고마운 사람>-김연우[2004.01.06 앨범: 연인] 커버
2021년 1월 9일 유희열의 스케치북
<2easy>-니브(Nlve)X흰(HYNN)
2021년 11월 6일 유희열의 스케치북
<대낮에 한 이별>-유회승(엔플라잉)xHYNN(박혜원)

#### 불후의 명곡 2(Immortal Songs 2)[KBS]
2019년 11월 9일 불후의 명곡 (작곡가 박근태 편)
<사랑안해>-백지영 [2006.03.30 앨범: Smile Again] 커버
2019년 11월 23일 불후의 명곡 (가수 유열 편)
<사랑의찬가>-서영은 [2001.03.05 드라마 불꽃 OST] 커버
2020년 1월 11일 불후의 명곡 (작곡가 장욱조 편 )
<꼬마인형>-최진희 [1994.04.01 앨범: 남자에게] 커버
2020년 4월 18일 불후의 명곡 (90년대생이 온다 편)
<휠릴리>-이수영 [2004.09.09 앨범: The Color’s Of My Life] 커버
2021년 7월 10일 불후의 명곡 (가요톱10 VS 뮤직뱅크 편)
2021년 7월 17일 불후의 명곡 (가요톱10 VS 뮤직뱅크 편)
<체념>-빅마마 [2003.02.06 앨범: Like The Bible] 커버
2021년 8월 7일 불후의 명곡 (아티스트 거미 편)
<구르미 그린 달빛>-거미 [2016.09.06 앨범: 구르미 그린 달빛 OST - Part3]
2023년 2월 4일 불후의 명곡(2023 오 마이 스타3)
<바람의 노래>-조용필 [1997.05.01 앨범: Eternally]

#### 열린음악회(Open Concert)[KBS]
2019년 11월 17일 1266회
2020년 8월 23일 1298회
2020년 10월 18일 1306회
2020년 12월 13일 1314회
2021년 6월 20일 1338회
2021년 10월 31일 1355회
2022년 5월 29일 1383회
2023년 2월 5일 1417회

#### 콘서트 문화창고[KBS]
2020년 2월 12일 콘서트 문화창고 72회

#### 슈가맨3(SUGARMAN3)[JTBC]
2020년 2월 28일 슈가맨3 13회
<Feeling>-김사랑 [1999.11.23 앨범: 나는 18살이다] 커버

#### 스튜디오 음악당[Mnet]
2020년 4월 7일 스튜디오 음악당 12회
<Chandelier>-Sia 커버

#### 복면가왕[MBC]
2020년 5월 31일 257회
2020년 6월 7일 258회
2020년 6월 14일 259회
2020년 6월 21일 260회
2020년 7월 12일 263회
2020년 7월 19일 264회
2020년 10월 4일 275회
2020년 10월 11일 276회
2020년 11월 29일 283회
2020년 12월 6일 284회
2022년 3월 27일 349회
2022년 4월 3일 350회
2023년 1월 22일 388회
2023년 1월 29일 389회

#### 문화콘서트 난장[MBC]
2020년 6월 13일 606회
2020년 11월 28일

#### 열린예술무대 뒤란[SBS]
2020년 9월 25일 629회
2021년 6월 4일 660회

#### 스페이스 공감[EBS]
2020년 9월 25일

#### 비디오스타[MBC every1]
2020년 10월 6일 217회

#### 예스터데이[MBN]
2020년 12월 11일
2021년 1월 15일

#### 당신은 이런 친구가 있습니까?[MBC every1]
2020년 12월 30일

#### 비긴어게인 오픈마이크[JTBC]
2021년 6월 28일

#### THE LISTEN-바람이 분다[SBS]
2021년 9월 27일 1회
2021년 10월 4일 2회
2021년 10월 11일 3회
2021년 10월 18일 4회

#### 세종 도시 플레이리스트[MBC]
2021년 11월 13일

#### 국가가 부른다[TV조선]
2022년 3월 24일 6회

#### 놀면 뭐하니[MBC]
2022년 4월 16일 133회
2022년 5월 28일 139회
2022년 6월 4일 140회
2022년 6월 18일 142회
2022년 6월 25일 143회
2022년 7월 9일 145회
2022년 7월 16일 146회
2022년 7월 23일 147회
2022년 7월 30일 148회
2022년 8월 6일 149회
2022년 8월 13일 스페셜 1회
2023년 4월 15일 181회 

#### 뉴페스타[JTBC]
2022년 6월 28일 4회
2022년 7월 5일 5회
2022년 7월 12일 6회

#### 아바타싱어[MBN]
2022년 8월 26일 1회
2022년 9월 23일 4회
2022년 9월 30일 5회

#### 2022 아이돌스타 선수권대회[MBC]
2022년 9월 12일

#### 히든싱어7[JTBC]
2022년 9월 23일 6회 잔나비 최정훈편

#### K-909[JTBC]
2022년 11월 26일

#### MBC연예대상[MBC]
2022년 12월 29일

#### 피크닉라이브 소풍[MBC M]
2022년 12월 30일

#### 비긴어게인 인터미션[JTBC]
2023년 1월 6일 1회
2023년 1월 13일 2회
2023년 1월 20일 3회
2023년 1월 27일 4회
2023년 2월 3일 5회
2023년 2월 10일 6회

#### 꼬리에 꼬리를 무는 그날이야기[SBS]
2023년 1월 19일 62회

#### 가든스테이[KBC]
2023년 4월 30일

#### 불꽃밴드[MBN]
2023년 8월 17일

## 단독 콘서트
| 콘서트명                              | 장소                             | 일정                                                | 게스트             |
| ------------------------------------- | -------------------------------- | --------------------------------------------------- | ------------------ |
| LET ME IN                             | 서울 - 광림아트센터 장천홀       | 2020년 1월 17일 오후 8시                            | NILE 손예림        |
| 흰 여름정원                           | 서울 - 올림픽공원 우리금융아트홀 | 2021년 7월 17일 오후 7시                            |                    |
| 흰 가을산책                           | 서울 - 이화여자대학교 삼성홀     | 2021년 10월 29일 오후 8시 2021년 10월 30일 오후 7시 | 김나영 케이시 니브 |
| 사운드포레스트 익산                   | 익산 - 익산예술의전당 대공연장   | 2021년 12월 4일 오후 5시                            |                    |
| HYNN FOREST 전국투어콘서트            | 인천 - 인천문화예술회관 대공연장 | 2022년 2월 26일 오후 6시                            | 오단해             |
| HYNN FOREST 전국투어콘서트            | 대구 - 아양아트센터 아양홀       | 2022년 3월 12일 오후 6시                            |                    |
| HYNN FOREST 전국투어콘서트            | 부산 - 소향씨어터 신한카드홀     | 2022년 3월 26일 오후 6시                            |                    |
| HYNN FOREST 전국투어콘서트            | 성남 - 성남아트센터 오페라하우스 | 2022년 4월 16일 오후 6시                            |                    |
| HYNN FOREST 전국투어콘서트            | 고양 - 고양어울림누리 어울림극장 | 2022년 4월 30일 오후 6시                            |                    |
| HYNN FOREST 전국투어콘서트            | 청주 - 청주예술의전당 대공연장   | 2022년 5월 14일 오후 6시                            |                    |
| HYNN FOREST 전국투어콘서트            | 전주 - 전북대학교 삼성문화회관   | 2022년 6월 18일 오후 6시                            |                    |
| HYNN FOREST 전국투어콘서트            | 서울 - 연세대 백주년기념관       | 2022년 7월 16일 오후 6시 2022년 7월 17일 오후 5시   | 김나영 박진주      |
| First of all 서울콘서트               | 서울 - 블루스퀘어 마스터카드홀   | 2022년 12월 10일 오후 6시 2022년 12월 11일 오후 5시 | 조광일 소연 이보람 |
| THE WONDERFUL HYNNIVERSARY<LET ME IN> | 서울 - coex 신한카드 artium      | 2023년 1월 14일 오후 6시 2023년 1월 15일 오후 5시   |                    |
| 하계 : 夏季 서울콘서트                | 서울 - LG아트센터 서울           | 2023년 8월 12일 오후 6시 2023년 8월 13일 오후 5시   | 로이킴 조광일      |

## 수상 내역
- 2019 KY STAR AWARDS "도대체 몇번째야 실연송 상" 수상[33]
- 2021년 제7회 《아시아태평양 스타 어워즈》 여자 신인상[34]
- 2023년 브랜드 고객충성도 대상 가장 영향력있는 여성 보컬 부문 수상

## 홍보대사
- 2020년 11월 한국생명의전화 홍보대사[35]

- 2022년 6월 인천시교육청 홍보대사